# Lymeon praedator
Lymeon praedator är en stekelart som först beskrevs av Fabricius 1804.  Lymeon praedator ingår i släktet Lymeon och familjen brokparasitsteklar. Inga underarter finns listade i Catalogue of Life.